# بوبيو بيليتشيه

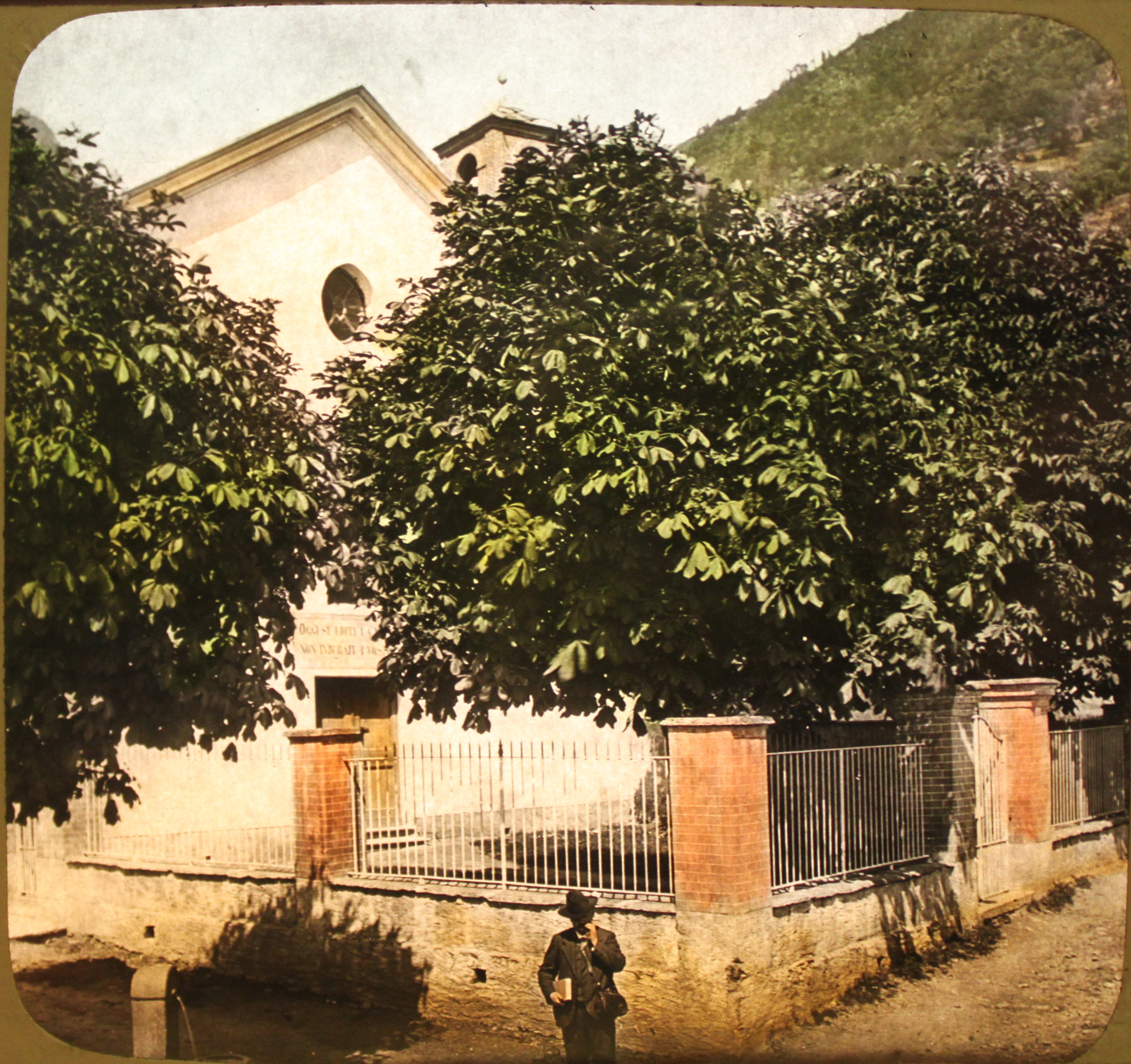
كنيسة والدينسيان في بوبيو 1895.

بوبيو بيليتشيه (بالفرنسية: Bobbio) هي بلدية في مدينة تورينو الحضرية في إقليم بيمنتة الإيطالية، وتقع على بعد حوالي 50 كيلومتر (31 ميل) جنوب غرب تورينو، على الحدود مع فرنسا وفي نهاية وادي بيليتشيه [الإنجليزية].
يحد بوبيو بيليتشيه البلديات التالية: أبريس (فرنسا)، كريسولو ، برالي ، ريستولاس (فرنسا)، وفيلار بيليتشيه. كانت مدينة بوبيو مسقط رأس المستعمرين الأوكيتانيين ‏ الذين سكنوا غوارديا بييمونتيزي، في قلورية.

## المعالم السياحية الرئيسية
- جياردينو بوتانيكو ألبينو "برونو بيرونل" [الإنجليزية] ، حديقة نباتية في جبال الألب
- مونتي ميداسا [الإنجليزية]
- مونتي غرانرو [الإنجليزية]